# ثورة بيرنامبوكو
قامت ثورة بيرنامبوكو (بالبرتغالية: Revolução Pernambucana‏) في عام 1817 في مقاطعة بيرنامبوكو في المنطقة الشمالية الشرقية من البرازيل، وقد اندلعت بشكل رئيسي نتيجةً لانخفاض معدلات إنتاج السكر وتأثير الماسونية في المنطقة.[بحاجة لمصدر] شملت الأسباب المهمة الأخرى لقيام لثورة: الكفاح المستمر من أجل استقلال المستعمرات الإسبانية في جميع أنحاء أمريكا الجنوبية؛ واستقلال الولايات المتحدة؛ والأفكار الليبرالية التي ظهرت بشكل عام في جميع أنحاء البرازيل في القرن السابق، بما فيها أفكار العديد من الفلاسفة الفرنسيين، أمثال تشارلز مونتسكيو وجان جاك روسو؛ وأعمال الجمعيات السرية، التي أصرت على تحرير المستعمرة؛ ونمو ثقافة متميزة في بيرنامبوكو.
قاد الحركة دومينغوس خوسيه مارتينز، بدعم من أنطونيو كارلوس دي أندرادا إي سيلفا وفري كانيكا. على الرغم من إعلان الجمهورية، لم تُعتمد أي إجراءات لإلغاء العبودية.
دعمت القنصلية العامة للولايات المتحدة في مدينة ريسيفي، وهي أقدم منصب دبلوماسي أمريكي في نصف الكرة الجنوبي، ثوار بيرنامبوكو علنًا.
تُعد هذه الثورة جديرة بالملاحظة أيضًا كونها واحدة من المحاولات الأولى لإنشاء حكومة مستقلة في البرازيل، مع الأخذ بعين الاعتبار أنها سُبقت بحركة «إنكوفدسينا منيرا» (مؤامرة ميناس جرايس).

## خلفية عن الثورة
بالإمكان تتبع الثورة بالعودة إلى فترة وجود العائلة الملكية البرتغالية في البرازيل، والتي أفادت في الغالب أصحاب المزارع والتجار والبيروقراطيين في المناطق الوسطى والجنوبية من البلاد. ومع ذلك، لم يكن سكان المناطق الأخرى من البلاد، أي شمال شرق البلاد، راضين عن إقامة الملك، نظرًا لأن البرازيليين الجنوبيين كانوا عمومًا على دراية بالتفضيلات والامتيازات الجديدة التي منحها لهم الملك البرتغالي الذي حصلوا منه على ثروة كبيرة. ومع ذلك، فُصل شمال البرازيل بشكل عام عن الملك وفوائده، ولكن في نفس الوقت، وقعت عليهم مسؤولية دعمه.
تشكلت مجموعة أخرى غير راضية عن سياسات الملك، جواو السادس من البرتغال، من قِبل المسؤولين العسكريين من أصل برازيلي. من أجل حماية المدن وتقديم المساعدة في العمليات العسكرية في كايين وفي منطقة براتا، أحضر جواو قوات من البرتغال من أجل تنظيم القوات العسكرية – ومع ذلك، احتفظ بالرتبة الأعلى للنبلاء البرتغاليين. وبسبب هذا، ارتفع مستوى الضرائب بشكل مطرد، لكن المستعمرة أُجبرت على تلبية نفقات الحملات العسكرية.
أشارت المحللة التاريخية، ماريا أوديلا سيلفا دياس، إلى أن «التكاليف المتعلقة بتعيين الأعمال العامة رفعت الضرائب فوق تصدير السكر والتبغ والجلد، مما خلق سلسلة من المشاكل التي أثرت مباشرةً على الرئاسة في الشمال، في حين لم تتردد المحكمة البرتغالية في الإفراط في فرض رسوم أو تجنيد الناس لدعم الحروب الحالية في البرتغال، وفي غيانا وفي منطقة براتا».

## المشاكل في المناطق الشمالية
تأثرت المنطقة الشمالية الشرقية سابقًا بمجاعة تسببت في ضربة لإنتاج القطن والسكر في عام 1816، وخلقت سببًا آخر لنمو الرغبة الشديدة في الاستقلال في تلك المنطقة. في ريسيفي، عاصمة بيرنامبوكو، وفي الموانئ الرئيسية في المنطقة، كانت الرغبة في الاستقلال والشعور العام بالعداء للبرتغاليين شديدة للغاية. كان الشعور العام يقول إن «برتغاليي لشبونة الجديدة» يستغلون ويقمعون «وطنيي بيرنامبوكو».
حرضت الأفكار الليبرالية التي دخلت البرازيل عن طريق المسافرين الأجانب والكتب من منشورات أجنبية ومصادر أخرى على الشعور بالحاجة للثورة في بيرنامبوكو. إضافةً إلى ذلك، تشكلت الجمعيات السرية أيضًا منذ نهاية القرن الثامن عشر، غالبًا في شكل متاجر بناء، وكان العديد منها موجودًا في بيرنامبوكو – وكانت جميعها بمثابة مواقع للنشر والمناقشة العامة لما يسمى «الأفكار الفرنسية سيئة السمعة».

## وصلات خارجية
- وصف الثورة (بالبرتغالية)